# Сфероид Маклорена
Сферо́ид Макло́рена — сплюснутый сфероид, возникающий в случае вращения самогравитирующего жидкого тела с однородным распределением плотности с постоянной угловой скоростью. Сфероид назван в честь шотландского математика Колина Маклорена, предположившего такую форму Земли в 1742 году. На самом деле Земля существенно менее сплюснута, поскольку не является однородной и обладает плотным железным ядром. Сфероид Маклорена считается простейшей моделью эллипсоидальной фигуры вращения в состоянии равновесия, поскольку обладает постоянной плотностью.

## Формула Маклорена

Квадрат угловой скорости (в единицах) для сфероида Маклорена

Для сплюснутого сфероида с большой полуосью {\displaystyle a} и малой полуосью {\displaystyle c} угловая скорость {\displaystyle \Omega } задаётся формулой Маклорена
{\displaystyle {\frac {\Omega ^{2}}{\pi G\rho }}={\frac {2{\sqrt {1-e^{2}}}}{e^{3}}}(3-2e^{2})\arcsin e-{\frac {6}{e^{2}}}(1-e^{2}),\quad e^{2}=1-{\frac {c^{2}}{a^{2}}},}
где {\displaystyle e} является эксцентриситетом меридионального сечения сфероида, {\displaystyle \rho } — плотность, {\displaystyle G} — гравитационная постоянная. Формула предсказывает два возможных типа фигуры равновесия при {\displaystyle \Omega \rightarrow 0}, одной из них является сфера ({\displaystyle e\rightarrow 0}), другой является плоский сфероид ({\displaystyle e\rightarrow 1}). 
Максимальная угловая скорость возникает при эксцентриситете {\displaystyle e=0{,}92995}, значение квадрата максимальной угловой скорости равно {\displaystyle \Omega ^{2}=0{,}449331\pi G\rho }, то есть выше этой скорости фигуры равновесия не существует. Это противоречит наблюдательным данным. Причиной противоречия может быть наличие двух нереалистичных предположений: одно состоит в однородности распределения плотности, другое — в том, что форма поверхности представляет собой простую квадрику. 
Момент импульса {\displaystyle L} сфероида Маклорена задаётся выражением
{\displaystyle {\frac {L}{\sqrt {GM^{3}{\bar {a}}}}}={\frac {\sqrt {3}}{5}}\left({\frac {a}{\bar {a}}}\right)^{2}{\sqrt {\frac {\Omega ^{2}}{\pi G\rho }}}\ ,}
где {\displaystyle M={\frac {4\pi }{3}}\rho a^{3}{\sqrt {1-e^{2}}}} — масса сфероида, {\displaystyle {\bar {a}}=(a^{2}c)^{1/3}} — средний радиус, то есть радиус сферы такого же объёма, что и сфероид. В более простом выражении
{\displaystyle L={\frac {2}{5}}M\Omega a^{2}.}
Кинетическая энергия сфероида
{\displaystyle K={\frac {1}{5}}M\Omega ^{2}a^{2}.}

## Устойчивость
Для сфероида Маклорена с эксцентриситетом более 0,812670 трёхосный эллипсоид Якоби с тем же моментом импульса обладает меньшей полной энергией. Если такой эллипсоид состоит из вязкой жидкости и не испытывает возмущений, способных нарушить симметрию вращения, то он вытянется и примет форму эллипсоида Якоби, при этом часть энергии перейдёт в тепловую форму. Для аналогичного сфероида из невязкой жидкости возмущения приведут к незатухающим колебаниям.
Сфероид Маклорена с эксцентриситетом более 0,952887 динамически неустойчив. Даже если объект состоит из невязкой жидкости и не теряет энергию, малые возмущения будут расти по экспоненциальному закону. Динамическая неустойчивость подразумевает вековую неустойчивость.